# ミザンセーヌ
ミザンセーヌ（仏：Mise-en-scène [mizɑ̃sɛn]）は、演劇界および映画界において用いられる表現であり、おおまかに「作品の筋、登場人物を作り出すこと」を表す語である。「演出」の訳語があてられる。もとは演劇から発生した言葉であり、字義通り訳せば「舞台に置くこと putting on stage」の意である。

## 映画における「ミザンセーヌ」
映画批評において「ミザンセーヌ」という言葉が濫用されたため、永らく未定義語のままであったが、一般的に映画界においては「カメラに映るすべてのもの」を意味する。つまり、セット（装置）、小道具、俳優、衣裳、照明効果といったものである。またセットにおける俳優の位置や動き、「ブロッキング」と呼ばれるものも含まれる。
これより広義に「全ての視覚的要素」と解する説もあり、映像として映る部分のみならず、セット自体の見栄えといった意味も含むのだとする。また米国の映画批評家アンドリュー・サリスは、作品の感情的なトーンを示すのにこの言葉を使用している。また最近は、カメラを動かしてワンショットでシーンを撮るという方法を指すこともある。モンタージュ方式の映画作成、すなわちマルチアングルで撮影した断片をつまり編集を通じて組み合わせる映画作成法との対比で言及されることが多い。
いずれにせよ、「ミザンセーヌ」は、登場人物あるいは状況を、セリフ以外の方法で表現したいと映画監督が考えたときに必要となるものを指し、一般的には「凝ったセット」の意味で解するべきではない。
例えば、古く壊れかかったアパートは登場人物の荒んだ人生を、過度に装飾された高級マンションは「空っぽの魂」をもった登場人物を表現するのに有用である。これらの例ではアパートやマンションは「ミザンセーヌ」であるが、個々のセットの精巧さを指すのではない。
「ミザンセーヌ」は1910年代と1920年代のドイツ映画で効果的に用いられている。特に『カリガリ博士』（1920年）では登場人物の心象がセットデザインとブロッキングによって巧みに表現されている。

## 関連事項
- ブロッキング（blocking）
- アンドリュー・サリス（Andrew Sarris）